# 참피노
참피노(이탈리아어: Ciampino)는 이탈리아 라치오주 로마현에 위치한 코무네다. 1974년까지는 마리노에 속해 있던 프라치오네였지만 2004년에 코무네로 승격하였다.
로마 참피노 공항이라고도 알려진 조반 바티스타 파스티네 공항으로 유명하다. 군사 목적 및 민간 항공용으로도 쓰인다. 도시의 명칭은 17세기에 살았던 종교 과학자이자 고고학자 조반니 주스티노 참피니에서 유래된 이름이다.